# Chone ecaudata
Chone ecaudata är en ringmaskart som först beskrevs av Moore 1903.  Chone ecaudata ingår i släktet Chone och familjen Sabellidae. Inga underarter finns listade i Catalogue of Life.